# Жабино (усадьба)
Усадьба Жабино или усадьба Румянцева-Задунайского — старинная русская мыза XVIII—XIX веков, в разное время принадлежавшая полководцу П. А. Румянцеву-Задунайскому и его потомкам, а также дворянским родам Рагузинским, фон дер Ропп, Пейкерам и Мекленбург-Стрелицким. Расположена в Гатчинском муниципальном округе Ленинградской области, в одноимённой деревне Жабино.
Является объектом культурного наследия регионального значения.

## История
В «Писцовых книгах Ижорской земли» 1618—1623 годов эта местность упоминается как пустоши Sabino Bolsoe Öde и Sabino Mensoe Öde. На картах XVII и начала XVIII веков упоминается «мыза Сабина». Имена первых владельцев мызы исследователям установить не удалось. В 1710 году село Жабино было отдано Петром I графу С. Л. Рагузинскому-Владиславичу. Далее усадьбу унаследовал его племянник М. В. Рагузинский. К середине XVIII века здесь были выстроены усадебный дом, хозяйственные постройки, оранжереи, разбит французский парк, распланированный на чёткие квадраты, были вырыты три прямоугольных пруда.
В 1770 году село выкупила Екатерина II для графа П. А. Румянцева-Задунайского, отличившегося в русско-турецкой войне. После смерти Петра Александровича деревню и усадьбу унаследовал его старший сын Михаил Петрович Румянцев (1751—1811), сенатор и генерал; позднее младший сын — Сергей Петрович Румянцев (1755—1838), дипломат и писатель. Далее Жабино перешло к семье незаконнорождённой дочери Варваре, вышедшей замуж за князя Павла Алексеевича Голицына. Усадьба в числе других владений выступила в качестве приданого.
В первой половине XIX века владельцем усадьбы стал тайный советник Иван Устинович Пейкер. Сохранился план мызы от 1836 года, где зафиксирован регулярный характер парка, который был разбит вдоль западной и восточной границ участка. Дорожки были обсажены деревьями. В юго-восточной части усадьбы был выстроен усадебный дома. Вокруг усадебного дома был разбит фруктовый сад. У северной границы участка показана система прудов, соединённых между собой (кроме юго-восточного пруда).
Во второй половине XIX века усадьбой владел барон Алексей Иванович фон дер Ропп. При нём в 1870—1880-е годы был возведён существующий усадебный дом в приёмах «провинциальной эклектики» и хозяйственные постройки. Парк получил пейзажные черты, но конфигурация прудов была сохранена.
В 1896 году наследники А. И. фон дер Роппа продали имение принцу Георгию Георгиевичу Мекленбург-Стрелицкому (1858—1909). Мекленбург-Стрелицкие владели усадьбой до 1917 года. Жабинская мыза была одной из летних семейных резиденций. В начале XX века со стороны восточного фасада главного усадебного дома была пристроена деревянная веранда. Перед домом было огромное поле маргариток, здесь выращивали клубнику, смородину, крыжовник. Жабино славилось и своими охотничьими участками: в 1912 году поохотиться в имение приезжал император Николай II. Имение приносило доход: от общей площади в 8 тыс. га давало 150 тыс. рублей.
На территории усадьбы в 1919 году появилось братское захоронение красноармейцев, погибших в боях с белогвардейцами. На месте этого захоронения установлен обелиск из красного полированного гранита. В 1922 году был создан Жабинский сельский совет. Первоначально сельсовет разместился именно в бывшем господском дом. В 1930-е годы в усадебном доме располагался родильный дом. Во время Великой Отечественной войны в окрестностях деревни шли ожесточенные бои: все дома сгорели. Местные жители стали жить в усадьбе. 23 января 1944 года Жабино было освобождено от немецко-фашистских захватчиков.
После войны усадьба стояла в запустении. В конце 1960-х годов здесь расположилась больница. Хозяйственные постройки также использовались для нужд лечебного учреждения. К 1990—2000 годам здание сильно обветшало, больница выехала из бывшей усадьбы.
К первой половине XXI века усадебный дом находился уже в аварийном состоянии, была утрачена крыша. На территории усадьбы сохранились хозяйственные постройки второй половины XIX века: двухэтажная и примыкающая к ней одноэтажная постройка, сложенные из валунов, расположенные вдоль западной границы участка, ледник в юго-восточной части усадьбы. Хозяйственные постройки из валунной кладки сильно пострадали от пожара в 2010-х годов и находятся в аварийном состоянии. Пруды обмелели, заились, берега оплыли и заросли самосевом, остров по центру круглого пруда практически не читается. От парка XIX века сохранились лишь фрагменты насаждений дуба, липы, ясеня, клёна и вяза. Парк запущен, композиция посадок полностью утрачена и искажена, парк зарос самосевом вяза и ясеня.

## Галерея

Усадьба в 2017 году
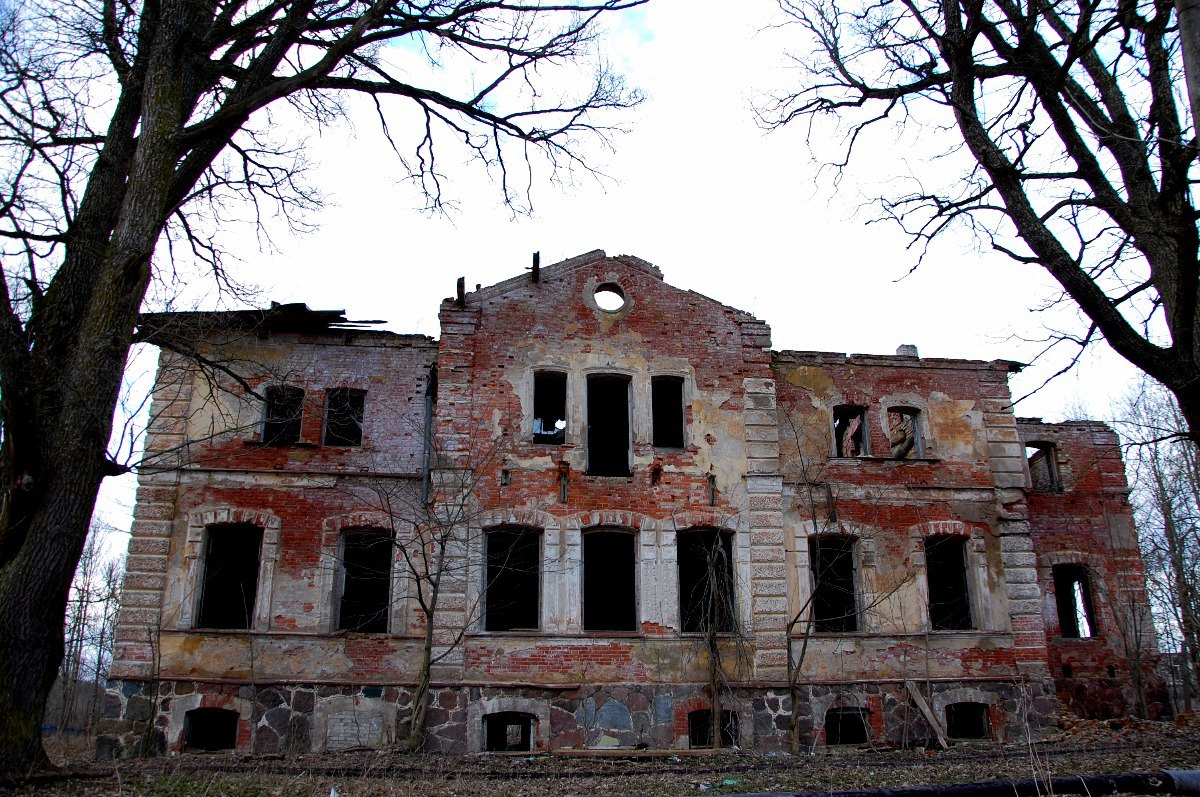
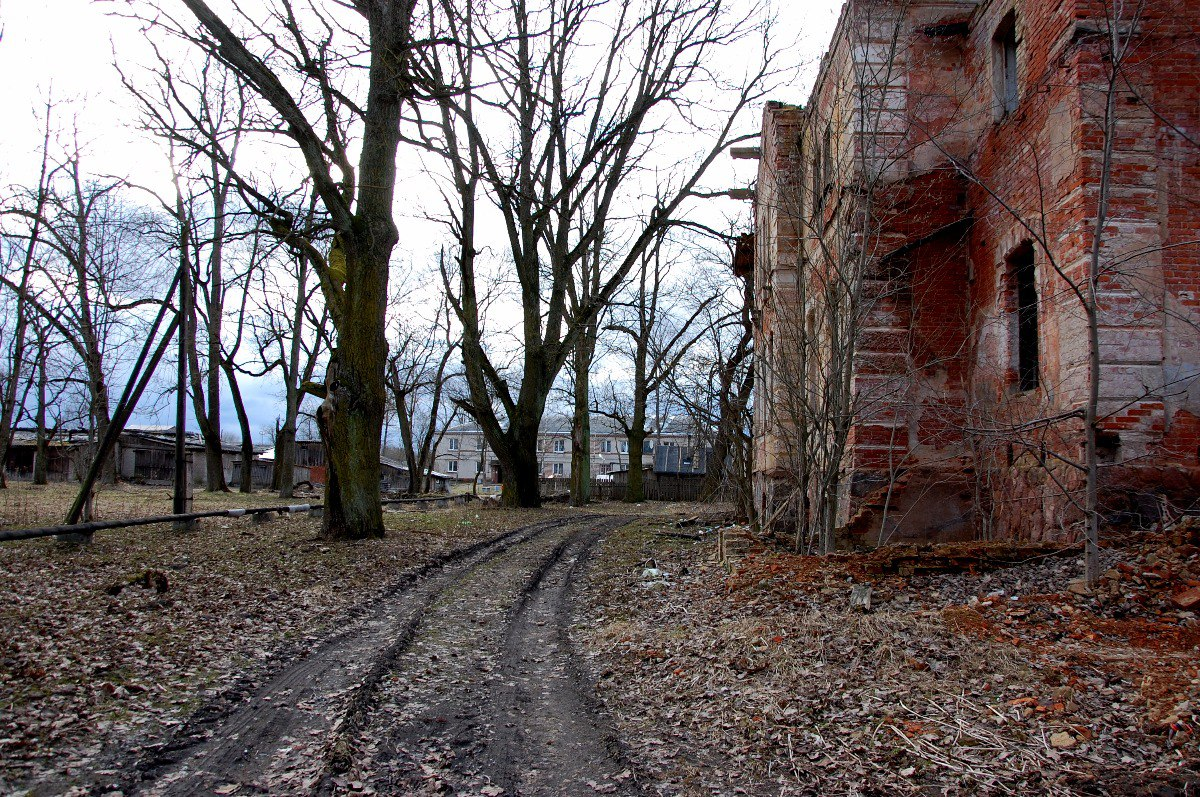
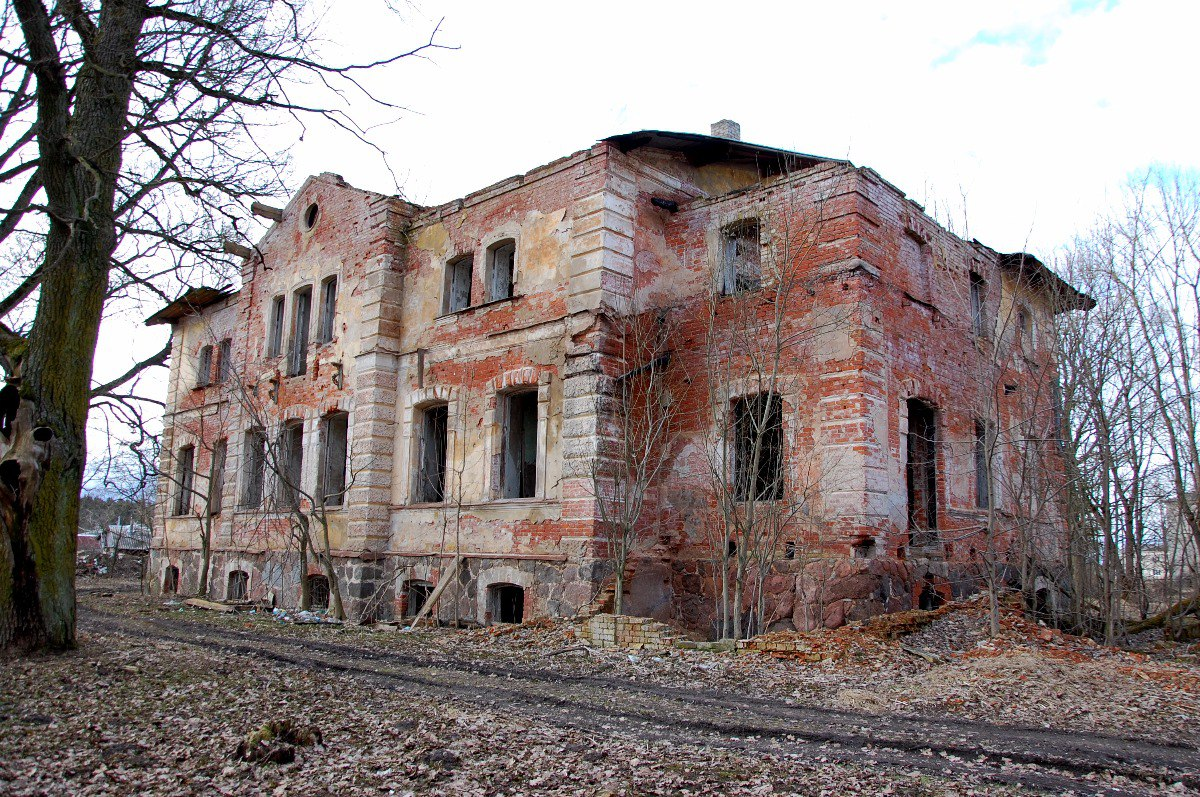
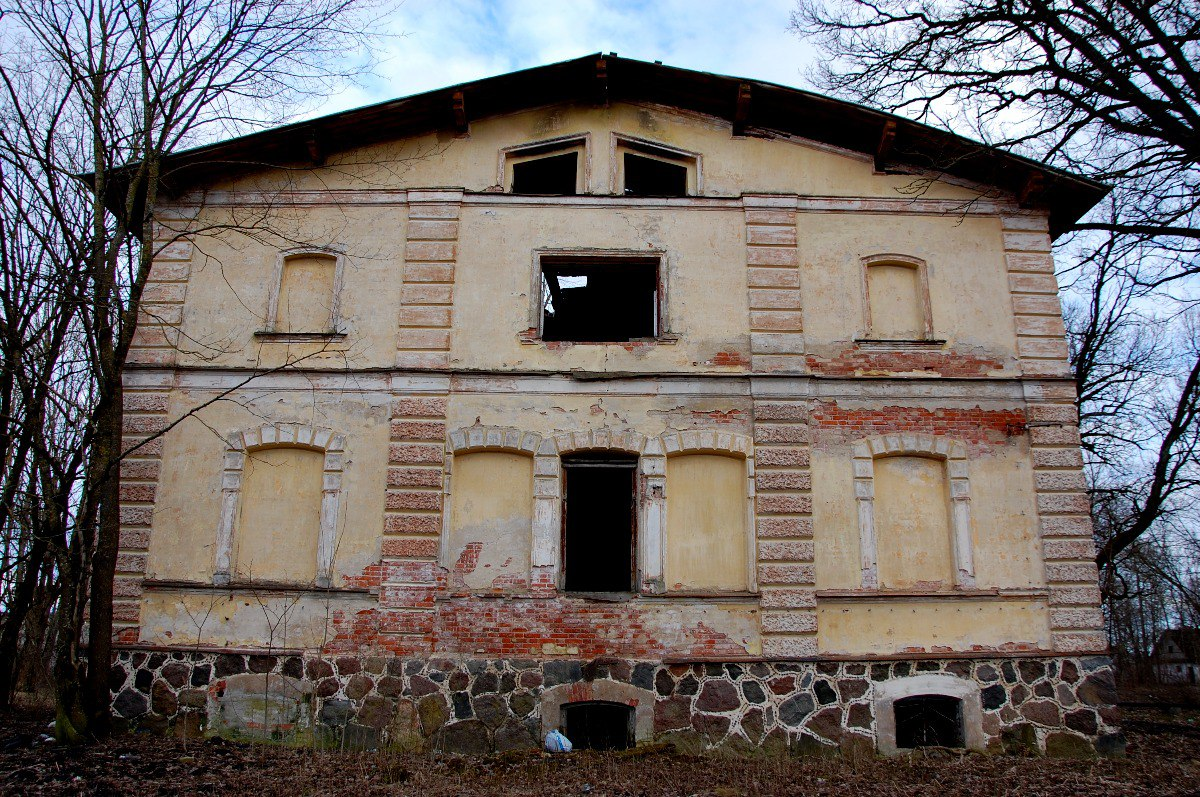